# Kiss Sándor (matematikus)
Nagydobai Kiss Sándor, Alexandru Kis (Nagydoba, 1953. június 10. – Szatmárnémeti, 2022. január 21.)  erdélyi magyar matematikus, matematikatanár.

## Életútja
1972-ben érettségizett Nagyenyeden. 1976-ban végzett matematika szakot a kolozsvári Babeș–Bolyai Tudományegyetem matematika-mechanika karán. Nyugdíjazásig szatmárnémeti középiskolákban tanított  matematikát és fizikát. 1993 óta I. fokozatú tanár. 2010-ben Debrecenben doktorált matematikából. Tézisének címe:
Koordinátageometriai módszerek összehasonlító elemzése és különböző szintű alkalmazásaik.
2017-ben a Zentralblatt MATH nemzetközi matematikai referáló folyóirat munkatársává (recenzenssé) kérte fel. A Mathematical Reviewsben 18, a Zentralblattban 15 cikkét tartják nyilván. Ez utóbbiban 34 recenziója is van.

## Munkássága
Kutatási területe a klasszikus geometria és  matematika-módszertan.

### Könyvei
- A háromszög nevezetes körei. Háromszögmértan ferdeszögű koordinátákkal, Erdélyi Tankönyvtanács, Kolozsvár, 1999, 206 old.
- Analitikus geometriai módszerek komparatív vizsgálata, Editura didactică şi pedagogică, Bukarest, 2008, 171 old.
- Egy látószög. Interjúk, publicisztikai írások, Szatmárnémeti, 2016, 334 old. (Otthonom Szatmár megye sorozat 48.)
- Tipikus matematikai problémák 8-11 éveseknek. Fogalmak, kidolgozott és gyakorló feladatok; Matematikai Tehetségekért Alapítvány, Nagykanizsa, 2019

### Cikkei (válogatás)
- Nagydobai Kiss, Sándor; Bíró, Bálint: Two remarkable triangles of a triangle and their circumcircles, Elem. Math. 76, 3 (2021) 106–114.
- Nagydobai Kiss, Sándor: A relation between the Brocard and Miquel angles. Creat. Math. Inform. 29, 2 (2020) 153–160.
- Nagydobai Kiss, Sándor; Yiu, Paul: On the Tucker circles. Forum Geom. 17 (2017) 157–175.
- Nagydobai Kiss, Sándor: A Distance Property of the Feuerbach Point and Its Extension, Forum Geometricum Archiválva 2016. szeptember 19-i dátummal a Wayback Machine-ben, 16 (2016) 283–290.
- N. Kiss, Sándor; Kovács, Zoltán: Isogonal conjugacy through a fixed point theorem.  Forum Geometricorum, 16 (2016) 171-178.
- N. Kiss, Sándor: Equal area triangles inscribed in a triangle, International Journal of Geometry,  5, 1 (2016) 19–32.
- N. Kiss, Sándor: Properties involving pedal triangles,  Global Journal of Advanced  Research on Classical and Modern Geometries 4, 1 (2015) 44–54.
- Pop, Ovidiu T.; N. Kiss, Sándor: About a construction problem,  International Journal of Geometry,  3, 2 (2014) 14–19.
- N. Kiss, Sándor: The equations of conics in oblique coordinates systems, International Journal of Geometry,  3, 1 (2014) 29–36.
- N. Kiss, Sándor; Yiu, Paul: The touchpoints triangles and the Feuerbach hyperbolas. Forum Geom. 14 (2014) 63-86.
- N. Kiss, Sándor: The metric characterization of the generalized Fermat points, Global Journal of Science Frontier Research, Mathematics and Decision Sciences, 13, 10 (2013).
- Sándor Kiss: The sum and difference of the areas of Napoleon triangles, Teaching Mathematics and Computer Science, 1 (2007), 99–108.
- Kiss, Sándor: The orthic-of-intouch and intouch-of-orthic triangles. Forum Geom. 6  (2006) 171-177.
- Kiss Sándor: Pont körre vonatkozó hatványa, A matematika tanítása, 7. évf. 1-2, 1999. március.

### Tudománytörténeti munkái
- Matematikus a XX. század viharaiban. Maurer Gyula életpályája, Appendix Kiadó (Marosvásárhely) – Erdélyi Múzeum Egyesület (Kolozsvár), 2003, 301 old.
- A Bolyaiak  vonzásában. Weszely Tibor matematikus életpályája, EuroPrint, Szatmárnémeti, 2011, 116 old.
- Szatmárnémetitől a világhírig. Bodor Miklós kémikus és gyógyszertervező életpályája, EuroPrint, Szatmárnémeti, 2011.
- Nagydobai Kiss Sándor: A matematika szolgálatában. Radó Ferenc matematikus életpályája, EuroPrint, Szatmárnémeti, 2011, 108 old.

## Díjai
- Apáczai-díj, 2008
- Apáczai-díj ezüst fokozata, 2014[5]
- Kiválósági oklevél, Romániai Matematikai Társaság, 2019[6]